# Fiat 520
Существовало две различные модели Fiat 520, выпускавшихся компанией Fiat в 1920-е годы.

## 520 «Superfiat» (1921—1922)
Fiat 520 Superfiat — первый автомобиль компании Fiat представительского класса.
Автомобиль оснащался V-образным, 12-цилиндровым двигателем объёмом 6805 куб. см с заявленной мощностью в 90 л. с. В начале 1920-х годов это был единственный автомобиль в мире с двигателем V12.

## 520 (1927—1930)
В конце 1920-х годов под названием Fiat 520 компания Fiat выпускала меньший по размеру и менее мощный автомобиль, по сравнению с первоначальным Fiat 520.
В первые десятилетия XX века, когда на смену рукояткам пришло рулевое колесо, европейские производители размещали водительское сидение и рулевое колесо в правой части автомобиля вне зависимости от принятого стиля (лево- или правостороннего) вождения в стране.
К 1920-м годам, в связи с увеличением числа автомобилей на дорогах, в более населённых частях Италии было принято решение разрешить ездить строго по правой стороне дороги. В 1927 году Fiat 520 был одним из первых автомобилей, на котором, видимо, в связи с обязательным правосторонним движением, рулевое колесо размещалось в левой части автомобиля.
В 1928 году на смену 520 модели пришел Fiat 521, хотя Fiat 520 и продолжал выпускаться до 1929 года.
Всего произведено более 20 000 автомобилей.

### Двигатели
| Модель | Годы выпуска | Двигатель                                               | Объем         | Мощность | Топливная система |
| ------ | ------------ | ------------------------------------------------------- | ------------- | -------- | ----------------- |
| 520    | 1927-29      | рядный, 6-цилиндровый, с боковым расположением клапанов | 2244 куб. см  | 46 л. с. | один карбюратор   |
| 520 T  | 1928-30      | рядный, 6-цилиндровый, с боковым расположением клапанов | 1866 куб. см. | 35 л. с. | один карбюратор   |